# Joan Toscano
Joan Carles Toscano Beltrán (* 14. August 1984) ist ein andorranischer Fußballspieler, der zurzeit beim spanischen Klub FC Andorra spielt. Außerdem spielte er für CE Principat, FC Santa Coloma und CD Binéfar. 
Seit 2006 spielt er für die Nationalmannschaft Andorras und bestritt bislang 21 Länderspiele.